# Acrothecium
Acrothecium är ett släkte av svampar. Acrothecium ingår i divisionen sporsäcksvampar och riket svampar.